# Mount Frustum
Mount Frustum är ett berg i Antarktis. Det ligger i Östantarktis. Nya Zeeland gör anspråk på området. Toppen på Mount Frustum är 3 100 meter över havet.
Terrängen runt Mount Frustum är kuperad åt sydost, men åt nordväst är den bergig. Frustum ligger uppe på en höjd som går i nord-sydlig riktning. Trakten är obefolkad. Det finns inga samhällen i närheten.